# Landscape Formation One

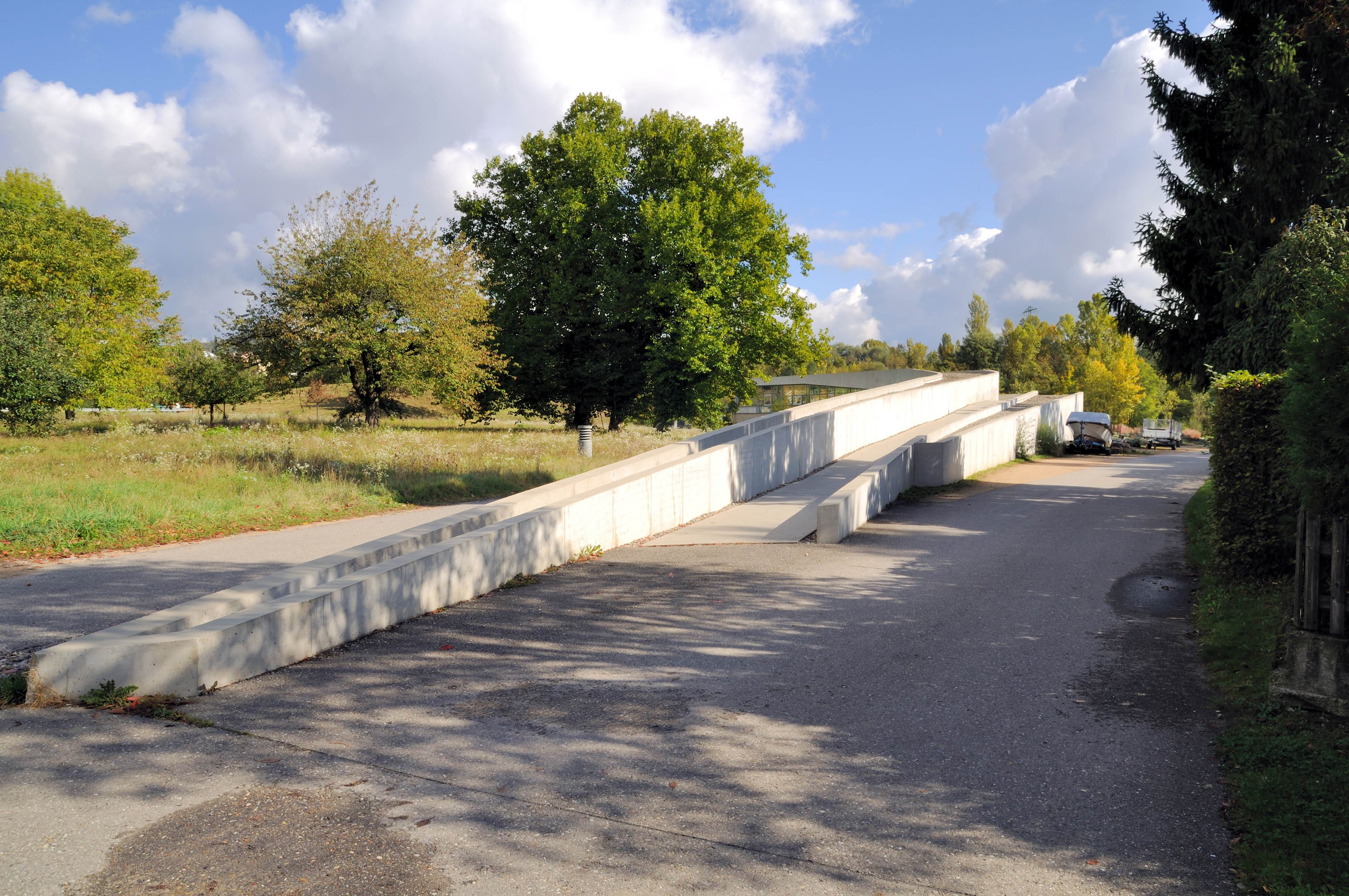
Landscape Formation One: Rampenauffahrt von Südwesten

Landscape Formation One ist der Name eines von der britischen, irakischstämmigen Architektin Zaha Hadid für die Landesgartenschau Grün 99 in Weil am Rhein, Baden-Württemberg, gestalteten Gebäudes. Das Ende der 1990er Jahre entworfene Haus ist auch als Hadid-Pavillon bekannt, diente während der Gartenschau als Ausstellungsraum und ist Sitz des Trinationalen Umweltzentrums (TRUZ).

## Beschreibung
Landscape Formation One befindet sich rund zwei Kilometer südlich des Zentrums Weils am Rhein im Dreiländergarten. Das 140 Meter lange skulpturale und stromlinienförmige Gebäude beschreibt eine Krümmung von Nordosten in Richtung Südwesten. Die landschaftsgleiche Form fügt sich in die hügelige Landschaftsformation ein und verbindet damit den ländlichen Raum südlich Weils mit dem urbanen Basel. Von Südwesten her führt eine flache Rampe zwischen den Dächern des östlichen und westlichen Seitenschiffs. Diese gehwegartige Rampe ist von der Nordostseite durch eine flache Treppe erreichbar. Die Grundstücksfläche nimmt 845 Quadratmeter ein; als Materialien wurden Ort-Sichtbeton und Glas verwendet. Das Dach ist teilweise mit Grünflächen, teilweise mit Kies bedeckt.
Der Bauherr, die Landesgartenschau Weil am Rhein GmbH, vergab das Projekt ohne Wettbewerb direkt an Zaha Hadid Architects. Mitgewirkt haben der Londoner Architekt und Hadids Geschäftspartner Patrick Schumacher, das Büro Mayer Bährle und die Freien Architekten DBA aus Lörrach. Planungsbeginn war 1996; die Realisierung dauerte bis 1999.

Gesamtsicht von Landscape Formation One von östlicher Richtung

## Nutzung, Technik und Zustand
Das Bauwerk dient als Sitz des Umweltzentrums TRUZ und beherbergt Büro- und Ausstellungsräume sowie ein Restaurant. Der Gebäudekomplex weist sommers wie winters hohe Temperaturstabilität auf. Dies wird unter anderem durch den niedrigen Energiestandard von 60 kWh/m²·a sowie eine Isolation durch Schaumglas erreicht. Die Wärme wird durch das Blockheizkraftwerk eines nahegelegenen Schwimmbads erzeugt. Die Ventilation des Restaurants erfolgt durch ein Kiesregister im Erdreich; die Toilettenanlagen nutzen das Regenwasser für die Spülung. Trotz der modernen Bauweise wird aktuell (2013) über Energiespar- und Sanierungsmaßnahmen nachgedacht. Die Abplatzung und Risse am Beton sind überdies auch eine optische Beeinträchtigung.